# Drapeau de Louisville (Kentucky)
Pour les articles homonymes, voir Louisville.
Le drapeau de Louisville représente un champ bleu chargé en son centre du sceau de la ville de Louisville et du comté de Jefferson, formé par une fleur de lys d'or avec deux étoiles entourées de la mention « Louisville • Jefferson County METRO ». La date 1778 représente l'année de la fondation de la ville.
Ce drapeau est utilisé depuis que le gouvernement de la cité de Louisville a fusionné en 2003 avec le comté de Jefferson dont elle est le siège.

## Ancien drapeau

Ancien drapeau de Louisville

Le précédent drapeau disposait d'un fond bleu marine sur lequel se trouvaient treize étoiles blanches placées en cercle dans le coin supérieur gauche et de trois fleurs de lys dorées dispersées en triangle sur le battant. Les treize étoiles représentent les treize colonies britanniques en Amérique du Nord et les fleurs de lys symbolisent le roi Louis XVI de France qui avait apporté son aide aux Américains lors de leur guerre d'indépendance contre la couronne britannique.